# Stonemyia velutina
Stonemyia volutina (лат.) — североамериканский вид двукрылых насекомых из семейства слепней. Являлся эндемиком Соединённых Штатов Америки. Обитал на Тихоокеанском побережье, основная часть ареала находилась в Калифорнии Вид внесён в Красный список угрожаемых видов МСОП (The IUCN Red List of Threatened Species) как исчезнувший вид. В мае 2023 года вид был вновь обнаружен. Это стало первой находкой этого вида с 1942 года.

## Описание
Чёрные слепни длиной 15 мм. Среднеспинка у самок густо опушена бледно-жёлтыми или белыми волосками. Особенности биологии не известны.

## Распространение
Вид обитал только в штате Калифорния (США) в Йосемитском национальном парке, округах Окхерст и Басс Лейк на высоте от 250 до 400 м над уровнем моря.